# Крушин-Краєнський
Крушин-Краєнський (пол. Kruszyn Krajeński, нім. Deutsch Kruschin) — село в Польщі, у гміні Біле Блота Бидґозького повіту Куявсько-Поморського воєводства.
Населення — 1039 осіб (2011).

## Демографія
Демографічна структура станом на 31 березня 2011 року:
|          | Загалом | Допрацездатний вік | Працездатний вік | Постпрацездатний вік |
| -------- | ------- | ------------------ | ---------------- | -------------------- |
| Чоловіки | 514     | 141                | 349              | 24                   |
| Жінки    | 525     | 137                | 336              | 52                   |
| Разом    | 1039    | 278                | 685              | 76                   |